# Чериняле
Чериня̀ле (на италиански: Cerignale, на местен диалект Serignà, Сериня) е малко село и община в северна Италия, провинция Пиаченца, регион Емилия-Романя. Разположено е на 725 m надморска височина. Населението на общината е 152 души (към 2010 г.).

## История
Общината Чериняле е част от провинция Павия, регион Ломбардия до 1923 г., когато участва провинция Пиаченца.